# 체로키 문자
체로키 문자는 체로키어를 표기하기 위한 문자이다. 1810년대 말기에서 1820년대 초기에 세쿼야에 의해 발명된 85개의 음절문자이다.

## 내용

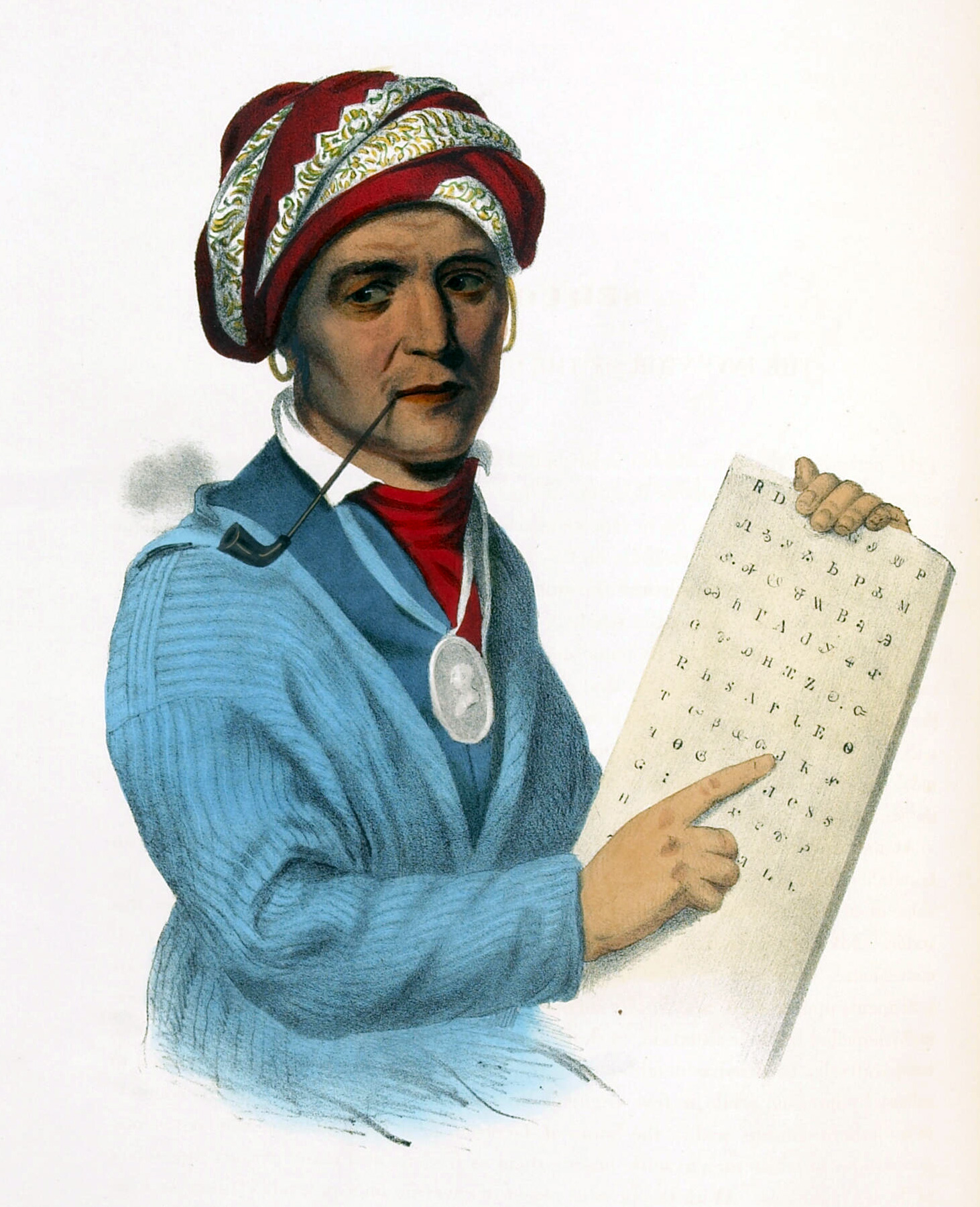
세쿼야

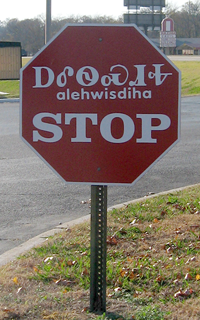
체로키 문자, 라틴 문자 전사, 영어가 병기된 교통표지

체로키 문자를 만든 사람은 세쿼야(Sequoyah)이다. 문자 하나가 한 음절에 대응한다. 로마자와 비슷한 글자도 있으나 소리는 전혀 다르다 (예를 들어 /a/에 해당하는 글자 모양은 로마자 D와 비슷하다.).
로마자로 옮겨적은 표기의 일부는 로마자의 대표소리값과 같지 않다. 체로키를 뜻하는 낱말인 Tsalagi는 실제로는 한국어 찰라기에 더 가깝다.
실제 발음나는 모든 소리가 문자에 반영된 것은 아니다.  /d/+모음 음절은 표에서 /t/+모음에서 갈라져 나온 것으로 표시된다. 하지만 /g/로 시작되는 음절은 /k/로 시작되는 음절과 구별하지 않고 같이 다룬다. 게다가 긴 모음과 짧은 모음을 구별하지 않고, 소리 높낮이도 표시되지 않으며, 자음에 일정한 규칙이 없다.
그러나 문자를 잘 익힌 사람은 문맥에 따라 낱말을 구별할 수 있으며, 체로키문자는 요리법, 종교 지식, 전설 등 전통적 지식의 보존에 널리 쓰인다. 체로키문자는 체로키인 정체성의 중요한 요소이다.

## 문자 정보

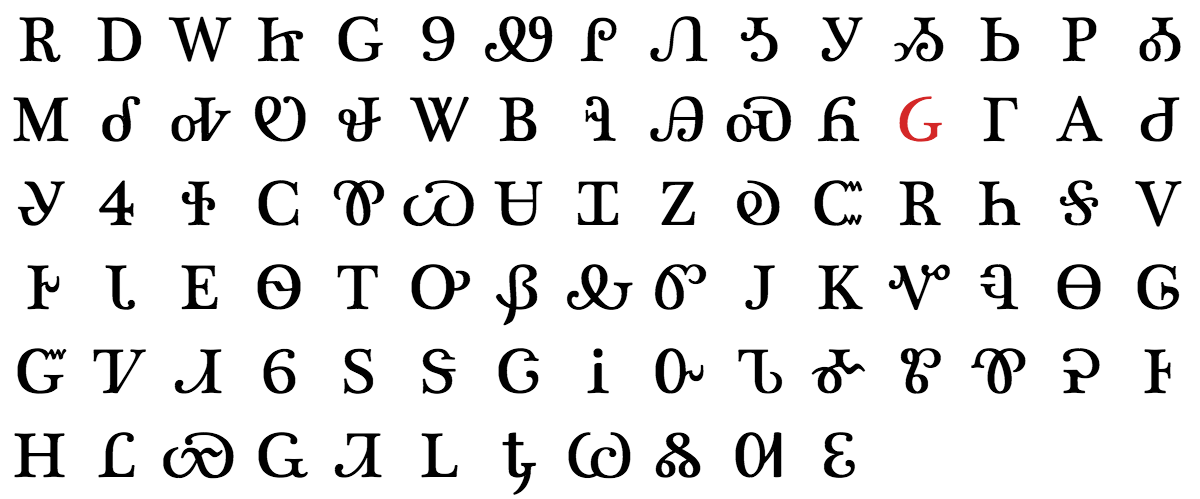
현재 사용되지 않는 문자 Ᏽ가 빨간색으로 표시된 초기 체로키 문자 순서

각 문자는 일본어 가나 및 청동기 시대 그리스어 선형 B 문자 쓰기 시스템에서와 같이 한 음절을 나타낸다. 처음 6자는 분리된 모음 음절을 나타낸다. 결합된 자음과 모음 음절에 대한 문자는 아래와 같다.
아래 표는 새뮤얼 우스터가 정리한 것으로 일반적으로 사용하는 음역과 함께 왼쪽에서 오른쪽, 위에서 아래 순으로 음절을 나타낸다. 그는 1828년부터 1859년 사망할 때까지 체로키 인쇄술의 발전에 중요한 역할을 했다.
음절에서 작업하는 음역은 qu, ts,...와 같은 기존 자음을 사용하며 음운 철자법에서 사용되는 것과 다를 수 있다(아래 표의 첫 번째 열, "d/t 체계").
| 아래 표는 유니코드의 체로키 문자 블록에 포함된 문자를 사용하였다. 이미지 대안은 파일:Cherokee Syllabary.svg를 참조. |   |     |   |     |   |     |   |     |   |    |   |     |   |    |   |     |   |     |       |       |
| 자음 | a | a   | a | a   | a | a   | e | e   | e | e  | i | i   | i | i  | o | o   | u | u   | v [ə̃] | v [ə̃] |
| Ø | Ꭰ | a   |   |     |   |     | Ꭱ | e   |   |    | Ꭲ | i   |   |    | Ꭳ | o   | Ꭴ | u   | Ꭵ     | v     |
| g / k | Ꭶ | ga  | Ꭷ | ka  |   |     | Ꭸ | ge  |   |    | Ꭹ | gi  |   |    | Ꭺ | go  | Ꭻ | gu  | Ꭼ     | gv    |
| h | Ꭽ | ha  |   |     |   |     | Ꭾ | he  |   |    | Ꭿ | hi  |   |    | Ꮀ | ho  | Ꮁ | hu  | Ꮂ     | hv    |
| l | Ꮃ | la  |   |     |   |     | Ꮄ | le  |   |    | Ꮅ | li  |   |    | Ꮆ | lo  | Ꮇ | lu  | Ꮈ     | lv    |
| m | Ꮉ | ma  |   |     |   |     | Ꮊ | me  |   |    | Ꮋ | mi  |   |    | Ꮌ | mo  | Ꮍ | mu  | Ᏽ*    | mv    |
| n / hn | Ꮎ | na  | Ꮏ | hna | Ꮐ | nah | Ꮑ | ne  |   |    | Ꮒ | ni  |   |    | Ꮓ | no  | Ꮔ | nu  | Ꮕ     | nv    |
| qu [kʷ] | Ꮖ | qua |   |     |   |     | Ꮗ | que |   |    | Ꮘ | qui |   |    | Ꮙ | quo | Ꮚ | quu | Ꮛ     | quv   |
| s | Ꮝ | s   | Ꮜ | sa  |   |     | Ꮞ | se  |   |    | Ꮟ | si  |   |    | Ꮠ | so  | Ꮡ | su  | Ꮢ     | sv    |
| d / t | Ꮣ | da  | Ꮤ | ta  |   |     | Ꮥ | de  | Ꮦ | te | Ꮧ | di  | Ꮨ | ti | Ꮩ | do  | Ꮪ | du  | Ꮫ     | dv    |
| dl / tl [d͡ɮ] / [t͡ɬ]                                                                                                 | Ꮬ | dla | Ꮭ | tla |   |     | Ꮮ | tle |   |    | Ꮯ | tli |   |    | Ꮰ | tlo | Ꮱ | tlu | Ꮲ     | tlv   |
| ts [t͡s] | Ꮳ | tsa |   |     |   |     | Ꮴ | tse |   |    | Ꮵ | tsi |   |    | Ꮶ | tso | Ꮷ | tsu | Ꮸ     | tsv   |
| w [ɰ] | Ꮹ | wa  |   |     |   |     | Ꮺ | we  |   |    | Ꮻ | wi  |   |    | Ꮼ | wo  | Ꮽ | wu  | Ꮾ     | wv    |
| y [j] | Ꮿ | ya  |   |     |   |     | Ᏸ | ye  |   |    | Ᏹ | yi  |   |    | Ᏺ | yo  | Ᏻ | yu  | Ᏼ     | yv    |
| * Ᏽ 문자는 이전에 "mv" 음절을 나타내는 데 사용되었지만 더 이상 사용되지 않는다.                                     |   |     |   |     |   |     |   |     |   |    |   |     |   |    |   |     |   |     |       |       |

마지막 열에 있는 라틴 문자 'v'로 전사된 발음은 비모음 /ə̃/를 나타낸다.
체로키 문자 Ꮩ (do)는 현대 문서에서는 라틴 문자 V에 가깝지만, 오래된 문서에서는 그리스 문자 Λ(또는 가운데 줄이 없는 A)에 더 가깝다.
음절의 필기체 형태도 있는데, 특히 손으로 쓴 필기체는 인쇄된 형태와 거의 유사하지 않다.

## 유니코드
체로키 문자는 1999년 9월 버전 3.0이 출시되면서 유니코드 표준에 추가되었다. 2015년 6월 17일 버전 8.0이 출시되면서 체로키 문자는 대소문자 형식으로 재정의되었다. 문자 레퍼토리는 소문자 체로키 문자와 고대 문자(Ᏽ)의 완전한 집합을 포함하도록 확장되었다.

### 블록
체코리 문자의 첫 번째 유니코드 블록은 U+13A0–U+13FF이다.여기에는 6개의 소문자와 함께 86개의 대문자가 모두 포함된다.:
| 체로키 문자[1][2] Official Unicode Consortium code chart (PDF)                 |   |   |   |   |   |   |   |   |   |   |   |   |   |   |   |   |
|                                                                                | 0 | 1 | 2 | 3 | 4 | 5 | 6 | 7 | 8 | 9 | A | B | C | D | E | F |
| U+13Ax                                                                         | Ꭰ | Ꭱ | Ꭲ | Ꭳ | Ꭴ | Ꭵ | Ꭶ | Ꭷ | Ꭸ | Ꭹ | Ꭺ | Ꭻ | Ꭼ | Ꭽ | Ꭾ | Ꭿ |
| U+13Bx                                                                         | Ꮀ | Ꮁ | Ꮂ | Ꮃ | Ꮄ | Ꮅ | Ꮆ | Ꮇ | Ꮈ | Ꮉ | Ꮊ | Ꮋ | Ꮌ | Ꮍ | Ꮎ | Ꮏ |
| U+13Cx                                                                         | Ꮐ | Ꮑ | Ꮒ | Ꮓ | Ꮔ | Ꮕ | Ꮖ | Ꮗ | Ꮘ | Ꮙ | Ꮚ | Ꮛ | Ꮜ | Ꮝ | Ꮞ | Ꮟ |
| U+13Dx                                                                         | Ꮠ | Ꮡ | Ꮢ | Ꮣ | Ꮤ | Ꮥ | Ꮦ | Ꮧ | Ꮨ | Ꮩ | Ꮪ | Ꮫ | Ꮬ | Ꮭ | Ꮮ | Ꮯ |
| U+13Ex                                                                         | Ꮰ | Ꮱ | Ꮲ | Ꮳ | Ꮴ | Ꮵ | Ꮶ | Ꮷ | Ꮸ | Ꮹ | Ꮺ | Ꮻ | Ꮼ | Ꮽ | Ꮾ | Ꮿ |
| U+13Fx                                                                         | Ᏸ | Ᏹ | Ᏺ | Ᏻ | Ᏼ | Ᏽ |   |   | ᏸ | ᏹ | ᏺ | ᏻ | ᏼ | ᏽ |   |   |
| 참고 1.^ 유니코드 버전 14.0부터 2.^ 회색 영역은 할당되지 않은 코드를 나타낸다. |   |   |   |   |   |   |   |   |   |   |   |   |   |   |   |   |

체로키 문자 보충 블록은 U+AB70–U+ABBF이다. 나머지 80개의 소문자가 포함된다.
| 체로키 문자 보충[1] Official Unicode Consortium code chart (PDF) |   |   |   |   |   |   |   |   |   |   |   |   |   |   |   |   |
|                                                                  | 0 | 1 | 2 | 3 | 4 | 5 | 6 | 7 | 8 | 9 | A | B | C | D | E | F |
| U+AB7x                                                           | ꭰ | ꭱ | ꭲ | ꭳ | ꭴ | ꭵ | ꭶ | ꭷ | ꭸ | ꭹ | ꭺ | ꭻ | ꭼ | ꭽ | ꭾ | ꭿ |
| U+AB8x                                                           | ꮀ | ꮁ | ꮂ | ꮃ | ꮄ | ꮅ | ꮆ | ꮇ | ꮈ | ꮉ | ꮊ | ꮋ | ꮌ | ꮍ | ꮎ | ꮏ |
| U+AB9x                                                           | ꮐ | ꮑ | ꮒ | ꮓ | ꮔ | ꮕ | ꮖ | ꮗ | ꮘ | ꮙ | ꮚ | ꮛ | ꮜ | ꮝ | ꮞ | ꮟ |
| U+ABAx                                                           | ꮠ | ꮡ | ꮢ | ꮣ | ꮤ | ꮥ | ꮦ | ꮧ | ꮨ | ꮩ | ꮪ | ꮫ | ꮬ | ꮭ | ꮮ | ꮯ |
| U+ABBx                                                           | ꮰ | ꮱ | ꮲ | ꮳ | ꮴ | ꮵ | ꮶ | ꮷ | ꮸ | ꮹ | ꮺ | ꮻ | ꮼ | ꮽ | ꮾ | ꮿ |
| 참고 1.^ 유니코드 버전 14.0부터                                  |   |   |   |   |   |   |   |   |   |   |   |   |   |   |   |   |

### 글꼴
단일 체로키 유니코드 글꼴인 Plantagenet Cherokee는 macOS 버전 10.3(Panther) 이상과 함께 제공된다. 윈도우 비스타에는 체로키 글꼴도 포함되어 있다. 윈도우 10은 Plantagenet Cherokee를 Gadugi로 대체했다. Digohweli, Donisiladv, Noto Sans Cherokee를 비롯한 여러 무료 체로키 글꼴을 사용할 수 있다. Code2000, Everson Mono, GNU FreeFont와 같은 일부 범유니코드 글꼴에는 체로키 문자가 포함되어 있다. TypeCulture에서 발행한 상업용 글꼴인 Phoreus Cherokee에는 여러 스타일이 포함되어 있다.

## 주해
1. ↑  Cherokee Nation에서 생산한 자료를 포함한 대부분의 출처에서는 이 문자가 "mv" 음절을 나타낸다고 명시하고 있다.[3][4][5] 그러나, 우스터는 이것이 "hv"와 유사하나 더 열린 음절을 나타낸다고 서술했다.[6]
2. ↑   옛 형태의 "do" (λ를 닮은 문자)와 현대 형태의 "do" (V를 닮은 문자) 사이에는 차이가 있다. 표준 Digohweli 글꼴은 현대적인 형태를, 옛 Digohweli 글꼴과 Code000 글꼴은 모두 옛 형태를 나타낸다.[7]
3. ↑  The PDF Unicode chart shows the modern form of the letter do.

## 같이 보기
- 체로키어
- 세쿼야